# خوسيه إنريكي
خوسيه إنريكي سانشيز دياز (إسبانية: José Enrique؛ مواليد 23 يناير 1986) ويعرف بخوسيه إنريكي، هو لاعب كرة قدم إسباني سابق يجيد اللعب كظهير أيسر.
بدأ مسيرته الكروية مع نادي ليفانتي في عام 2004، ومن ثم انتقل إلى نادي فالنسيا بعد موسم واحد قضاه مع ليفانتي، لعب لمده 3 أعوام في فالنسيا، وأعير موسم واحد إلى سلتا فيغو، وفي عام 2007، ضمه المدرب سام ألاردايس إلى صفوف نيوكاسل يونايتد وتحصل على مقعد أساسي في الفريق. انتقل إلى نادي ليفربول في 11 أغسطس 2011.

## روابط خارجية
- خوسيه إنريكي على موقع الاتحاد الدولي (مؤرشف)  (الإنجليزية)
- خوسيه إنريكي على موقع الاتحاد الأوربي (الإنجليزية)
- خوسيه إنريكي على موقع قاعدة بيانات كرة القدم.إي يو (الإنجليزية)
- خوسيه إنريكي على موقع Soccerbase.com (لاعب) (الإنجليزية)
- خوسيه إنريكي على موقع Soccerway.com (الإنجليزية)
- خوسيه إنريكي على موقع عالم كرة القدم.نت (الإنجليزية)
- خوسيه إنريكي على موقع AS.com (الإسبانية)